# Kanton La Roche-Bernard
Der Kanton La Roche-Bernard (bretonisch: Kanton Ar Roc'h-Bernez) war bis 2015 ein französischer Kanton im Arrondissement Vannes, im Département Morbihan und in der Region Bretagne; sein Hauptort war La Roche-Bernard. Letzter Vertreter im Generalrat des Départements war von 2011 bis 2015 Alain Guihard (DVD).

## Gemeinden
Der Kanton La Roche-Bernard umfasste acht Gemeinden:
| Gemeinde         | Bretonisch      | Einwohner (2022) | Fläche (km²) | Code postal | Code Insee |
| ---------------- | --------------- | ---------------- | ------------ | ----------- | ---------- |
| Camoël           | Kamoel          | 1.156            | 14.33        | 56130       | 56030      |
| Férel            | Ferel           | 3.445            | 28.90        | 56130       | 56058      |
| La Roche-Bernard | Ar Roc'h-Bernez | 720              | 0.43         | 56130       | 56195      |
| Marzan           | Marzhan         | 2.611            | 33.84        | 56130       | 56126      |
| Nivillac         | Nivilieg        | 4.874            | 55.48        | 56130       | 56147      |
| Pénestin         | Pennestin       | 2.057            | 21.69        | 56760       | 56155      |
| Saint-Dolay      | Sant-Aelwez     | 2.636            | 48.26        | 56130       | 56212      |
| Théhillac        | Tehelieg        | 610              | 14.46        | 56130       | 56250      |
| Kanton           | Ar Roc'h-Bernez | 15.960           | 217.39       | -           | 5631       |

## Bevölkerungsentwicklung
| 1962   | 1968   | 1975   | 1982   | 1990   | 1999   | 2006   | 2012   |
| ------ | ------ | ------ | ------ | ------ | ------ | ------ | ------ |
| 11.221 | 11.053 | 11.096 | 12.098 | 12.245 | 12.404 | 14.044 | 15.960 |